# Río Rapel (Grande)
El río Rapel es un curso natural de agua que nace en la cordillera de los Andes de la Región de Coquimbo, de la confluencia del río Palomo con el río Los Molles para dirigirse hacia el oeste hasta desembocar en el río Grande (Limarí).
(No confundir con el río Rapel de la Región de O'Higgins.)

## Caudal y régimen
El río Rapel tiene una estación fluviométrica ubicada a 485 m s. n. m., poco antes de su confluencia con el río Grande.
La cuenca del río Rapel, que incluye la del río Los Molles, tiene en los años húmedos un régimen nival con crecidas en los meses entre noviembre y diciembre debido a los deshielos en la cordillera. En los años secos, los caudales máximos ocurren entre junio y agosto.: 48 

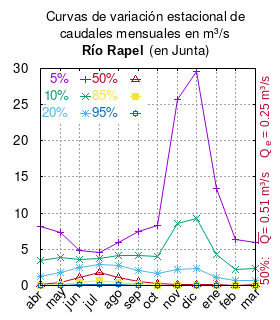
Curvas de variación estacional del río Rapel en Junta.

El caudal del río (en un lugar fijo) varía en el tiempo, por lo que existen varias formas de representarlo. Una de ellas son las curvas de variación estacional que, tras largos periodos de mediciones, predicen estadísticamente el caudal mínimo que lleva el río con una probabilidad dada, llamada probabilidad de excedencia. La curva de color rojo ocre (con {\displaystyle {\color {Red}\vartriangle }}) muestra los caudales mensuales con probabilidad de excedencia de un 50%. Esto quiere decir que ese mes se han medido igual cantidad de caudales mayores que caudales menores a esa cantidad. Eso es la mediana (estadística), que se denota Qe, de la serie de caudales de ese mes. La media (estadística) es el promedio matemático de los caudales de ese mes y se denota {\displaystyle {\overline {Q}}}. 
Una vez calculados para cada mes, ambos valores son calculados para todo el año y pueden ser leídos en la columna vertical al lado derecho del diagrama. El significado de la probabilidad de excedencia del 5% es que, estadísticamente, el caudal es mayor solo una vez cada 20 años, el de 10% una vez cada 10 años, el de 20% una vez cada 5 años, el de 85% quince veces cada 16 años y la de 95% diecisiete veces cada 18 años. Dicho de otra forma, el 5% es el caudal de años extremadamente lluviosos, el 95% es el caudal de años extremadamente secos. De la estación de las crecidas puede deducirse si el caudal depende de las lluvias (mayo-julio) o del derretimiento de las nieves (septiembre-enero).

## Historia
Francisco Solano Asta-Buruaga y Cienfuegos  escribió en 1899 en su Diccionario Geográfico de la República de Chile sobre el río:
Rapel.-—Riachuelo del departamento de Ovalle que tiene su cabecera en el boquete de Valle Hermoso de este mismo departamento por los 30° 42' Lat. y 70° 28' Lon. á 4,124 metros sobre el Pacífico, y que baja en dirección al O. á echarse en la derecha ó margen norte del Río Grande por los 30º 43' Lat. y 70° 58' Lon. próximo al E. de la aldea de Mialqui é inmediatamente al lado abajo del paraje que, por esta conjunción de las dos corrientes, se llama las Juntas. En sus riberas que son estrechas se hallan la aldea de su nombre y espacios de terreno cultivado. Caen á el varios derrames de las sierras que estrechan su cuenca por el sur y el norte, pero que no le llevan agua sino en algunas ocasiones de lluvias. Recibe con todo un pequeño afluente que denominan río de la Paloma.
Luis Risopatrón lo describe en su Diccionario jeográfico de Chile (1924):: 753 
Rapel (Río). Esta formado principalmente por los ríos Palomo y de Los Molles, que se juntan a corta distancia hacia el E del caserío de Las Mollacas; corre al W con una pendiente media de más de 2% entre espacios de terrenos cultivados que dejan las sierras que estrechan su cuenca, entre cuyas quebradas se encuentra gneiss i se vacia en la márjen N del río Grande, a poca distancia al E del lugarejo de Monte Patria.